# Dan Trachtenberg
Pour les articles homonymes, voir Trachtenberg.
Dan Trachtenberg, né le 11 mai 1981 à Philadelphie (Pennsylvanie), est un réalisateur, scénariste et animateur américain.
Il est mondialement connu pour avoir réalisé 10 Cloverfield Lane et Prey.

## Biographie
Dan Trachtenberg a réalisé des publicités pour Lexus, Nike et Coca-Cola. En 2003, il a réalisé le court métrage  Kickin' . En avril 2008, il a rejoint Tight Films, pour lequel il a collaboré avec Matt Wolf sur un jeu de télé-réalité alternatif pour Hellboy II: The Golden Army.
Il a dirigé l'émission Internet, Ctrl+Alt+Chicken.
En mars 2011, Trachtenberg a sorti un court métrage pour BlackBoxTV intitulé More Than You Can Chew.
Le 23 août 2011, Trachtenberg a publié le court métrage Portal: No Escape, basé sur le jeu vidéo Portal, qui a depuis recueilli plus de vingt-sept millions de vues sur YouTube.
Le 13 octobre 2011, Tight Films a annoncé que Trachtenberg réaliserait un film d'action de science-fiction pour Universal Pictures avec l'écrivain Chris Morgan.
En 2014, Dan Trachtenberg réalise son premier long-métrage pour Bad Robot intitulé Valencia, qui a été révélé plus tard être un nom de code pour 10 Cloverfield Lane. Le producteur J. J. Abrams a déclaré à propos du film : "L'idée est venue il y a longtemps pendant la production. Nous voulions en faire un parent de sang de Cloverfield. L'idée s'est développée au fil du temps. Nous voulions retenir le titre le plus longtemps possible. » À sa sortie, le film a été un succès critique et commercial qui a salue la performance du réalisateur pour un premier film.
Le 30 avril 2018, il a été annoncé que Dan Trachtenberg dirigerait le premier épisode de la série The Boys, en remplacement de Seth Rogen et Evan Goldberg, qui ont abandonné en raison de conflits d'horaire.
Le 14 janvier 2019, Trachtenberg devait à l’origine réaliser une adaptation cinématographique de la série de jeux vidéo Uncharted, mais il quittera finalement le projet.
En 2020, Trachtenberg a reçu le feu vert par la 20th Century Studios pour réaliser le cinquième épisode de la série de films Predator, intitulé Prey. Le film est un succès, et pour son travail Trachtenberg a reçu deux nominations aux 75e Primetime Emmy Awards.
Le 28 juin 2023, il a été annoncé que Trachtenberg réalisera au moins un épisode de la dernière saison de la série Stranger Things.
En février 2024, Trachtenberg développe le film Predator: Badlands, prévu au cinéma en novembre 2025. C'est un autre spin-off de la série Predator et indépendant de son film Prey. Il est ensuite révélé qu'il a également développé un film d'animation, Predator: Killer of Killers, sorti en 2025 sur Hulu et Disney+.

## Filmographie

### Réalisateur

#### Courts métrages
- 2003 : Kickin'
- 2011 : Portal: No Escape

#### Cinéma
- 2016 : 10 Cloverfield Lane
- 2022 : Prey
- 2025 : Predator: Killer of Killers
- 2025 : Predator: Badlands

#### Télévision
- 2011 : BlackBoxTV (1 épisode : More Than You Can Chew)
- 2016 : Black Mirror (2 épisode : Phase d'essai)
- 2019 : The Boys (1 épisode : La Règle du jeu)
- 2021 : The Lost Symbol (1 épisode : La main des mystères) - (également producteur exécutif)
- 2025 : Stranger Things (7 épisode : Le Pont)

#### Jeux vidéo
- 2019 : Warframe (cinématique d’introduction)

### Scénariste
- 2003 : Kickin' de lui-même
- 2022 : Prey de lui-même
- 2025 : Predator: Killer of Killers de lui-même
- 2025 : Predator: Badlands de lui-même

### Producteur
- 2025 : Predator: Killer of Killers de lui-même
- 2025 : Predator: Badlands de lui-même

## Distinctions

### Récompenses
- 2017
  - Hawaii Film Critics Society Awards : meilleur nouveau cinéaste pour 10 Cloverfield Lane

### Nominations
- 2017 :
  - Directors Guild of America Awards : meilleure réalisation pour un premier film pour 10 Cloverfield Lane
  - Online Film & Television Association Awards : meilleur premier long métrage pour 10 Cloverfield Lane
- 2023
  - Primetime Emmy Awards : meilleure réalisation pour une mini-série ou un téléfilm pour Prey
  - Primetime Emmy Awards : meilleur scénario pour une mini-série ou un téléfilm pour Prey